# Daniel Brillat
Daniel Brillat (* 27. Juli 1945 in Vieu) ist ein ehemaliger französischer Autorennfahrer.

## Karriere als Rennfahrer
Daniel Brillat war in den 1970er-Jahren im Sportwagensport aktiv. Seinen ersten internationalen Start hatte er bei der Tour de France für Automobile 1969, wo er auf einem Renault R8 den 37. Gesamtrang erreichte. Er ging in der Sportwagen-Weltmeisterschaft und der Tourenwagen-Europameisterschaft an den Start. Viermal bestritt er das 24-Stunden-Rennen von Le Mans. Sein Debüt gab er 1974. Seine beste Platzierung erreichte er ein Jahr später, als er mit Giancarlo Gagliardi und Michel Degoumois im BMW 2002 TI Platz 27 in der Schlusswertung belegte und die Tourenwagenklasse gewann.

## Statistik

### Le-Mans-Ergebnisse
| Jahr | Team                  | Fahrzeug       | Teamkollege             | Teamkollege      | Platzierung             | Ausfallgrund     |
| ---- | --------------------- | -------------- | ----------------------- | ---------------- | ----------------------- | ---------------- |
| 1974 | Michel Dupont Scato   | Chevron B23/26 | Michel Dupont           | Gregor Fischer   | Ausfall                 | Zylinderschaden  |
| 1975 | Heidegger Racing Team | BMW 2002 TI    | Giancarlo Gagliardi     | Michel Degoumois | Rang 27 und Klassensieg |                  |
| 1976 | Chuck Graeminger      | Cheetah G601   | Jean-Claude Depince     | Michel Degoumois | Ausfall                 | Gleichlaufgelenk |
| 1979 | Daniel Brillat        | Cheetah G601   | Jean-Pierre Aeschlimann |                  | Ausfall                 | Kraftübertragung |

### Einzelergebnisse in der Sportwagen-Weltmeisterschaft
| Saison | Team              | Rennwagen      | 1   | 2   | 3   | 4   | 5   | 6   | 7   | 8   | 9   | 10  | 11  | 12  | 13  | 14  | 15  | 16  | 17  |
| ------ | ----------------- | -------------- | --- | --- | --- | --- | --- | --- | --- | --- | --- | --- | --- | --- | --- | --- | --- | --- | --- |
| 1974   | Michel Dupont     | Chevron B23/26 | MON | SPA | NÜR | IMO | LEM | ZEL | WAT | LEC | BRH | KYA |     |     |     |     |     |     |     |
| 1974   | Michel Dupont     | Chevron B23/26 |     |     | 32  |     | DNF |     |     | 20  |     |     |     |     |     |     |     |     |     |
| 1976   | Charles Graemiger | Cheetah G601   | MUG | VAL | NÜR | MON | SIL | IMO | NÜR | ZEL | PER | WAT | MOS | DIJ | DIJ | SAL |     |     |     |
| 1976   | Charles Graemiger | Cheetah G601   |     |     |     |     |     |     |     |     |     | 9   |     |     |     |     |     |     |     |
| 1977   | Daniel Brillat    | Cheetah G601   | DAY | MUG | DIJ | MON | SIL | NÜR | VAL | PER | WAT | EST | LEC | MOS | IMO | SAL | BRH | HOK | VAL |
| 1977   | Daniel Brillat    | Cheetah G601   |     |     | DNF | DNF |     |     |     |     |     |     | DNF |     | 12  |     |     |     |     |
| 1979   | Daniel Brillat    | Cheetah G601   | DAY | SEB | MUG | TAL | DIJ | RIV | SIL | NÜR | LEM | PER | DAY | WAT | SPA | BRH | ROA | VAL | ELS |
| 1979   | Daniel Brillat    | Cheetah G601   |     |     |     |     | DNF |     |     |     | DNF | 4   |     |     |     | DNF |     | 13  |     |
| 1980   | Chuck Graemiger   | Cheetah G602   | DAY | BRH | SEB | MUG | MON | RIV | SIL | NÜR | LEM | DAY | WAT | SPA | MOS | ROA | VAL | DIJ |     |
| 1980   | Chuck Graemiger   | Cheetah G602   |     |     |     |     |     |     |     |     |     |     |     |     | 8   |     |     |     |     |